# Vicky Piria
Vittoria "Vicky" Piria, née le 11 novembre 1993 à Milan, Italie, est une pilote automobile italienne et anglaise.

## Biographie

### Championnats régionaux
En 2009, Piria fait ses débuts en monoplace dans le championnat italien de Formule 2000 et le championnat italien de Formule Renault. Elle dispute respectivement six courses dans le premier championnat, marquant au passage 43 points et deux dans le deuxième finissant avec 8 points. Elle participe également à la manche d'ouverture de Formule Junior sur le circuit de Dijon-Prenois.

### Formula Abarth
En 2010, elle s'engage dans le nouveau championnat de Formula Abarth. Elle vit une saison difficile; son meilleur résultat étant une quatorzième place sur l'Autodromo dell'Umbria. Elle ne se classe que trente-quatrième sans aucun points marqués. Elle retente sa chance la saison suivante dans le championnat national et dans le championnat européen avec l'écurie Prema Powerteam. Elle marque respectivement 9 et 8 points finissant quinzième et dix-huitième.

### GP3 Series
En 2012, elle s'engage en GP3 Series avec l'écurie Trident Racing. Là aussi elle connait une saison difficile; ne réalisant qu'une douzième place pour meilleur résultat. Elle ne se classe que vingt-septième sans aucun points marqués.

### European F3 Open
La saison suivante, elle rebondie en European F3 Open avec BVM Racing. Elle termine régulièrement dans les points, se classant dixième avec 31 points.

### W Series
En 2018, elle est présélectionnée pour participer au championnat automobile 100% féminin W Series dont la première saison se déroule en 2019. Elle passe avec succès la première phase de qualifications et devient l'une des 18 participantes et la seule italienne.
Son circuit préféré est Spa-Francorchamps.
Elle admire le pilote Ayrton Senna.

## Résultats en compétition automobile
| Saison | Championnat                      | Écurie          | Courses | Victoires | Pole positions | Meilleurs tours | Podiums | Points inscrits | Classement |
| ------ | -------------------------------- | --------------- | ------- | --------- | -------------- | --------------- | ------- | --------------- | ---------- |
| 2009   | Formula 2000 Light Series        | Tomcat Racing   | 6       | 0         | 0              | 0               | 0       | 43              | 19e        |
| 2009   | Formula 2000 Light Winter Trophy | Tomcat Racing   | 2       | 0         | 0              | 0               | 0       | 28              | 9e         |
| 2009   | Formule Renault italienne        | Tomcat Racing   | 2       | 0         | 0              | 0               | 0       | 8               | 29e        |
| 2009   | Formula Lista Junior Series      | Daltec Racing   | 2       | 0         | 0              | 0               | 0       | 0               | 22e        |
| 2010   | Formule Abarth Italie            | Tomcat Racing   | 12      | 0         | 0              | 0               | 0       | 0               | 34e        |
| 2011   | Formule Abarth Italie            | Prema Powerteam | 14      | 0         | 0              | 0               | 0       | 9               | 15e        |
| 2011   | Formule Abarth Europe            | Prema Powerteam | 14      | 0         | 0              | 0               | 0       | 8               | 18e        |
| 2012   | GP3 Series                       | Trident Racing  | 16      | 0         | 0              | 0               | 0       | 0               | 27e        |
| 2013   | European F3 Open                 | BVM Racing      | 16      | 0         | 0              | 0               | 0       | 31              | 10e        |
| 2014   | Pro Mazda Championship           | JDC MotorSports | 4       | 0         | 0              | 0               | 0       | 17              | 10e        |
| 2019   | W Series                         | Hitech GP       | 6       | 0         | 0              | 0               | 0       | 24              | 10e        |
| 2020   | Formula Renault Eurocup          | Bhaitech Racing | 4       | 0         | 0              | 0               | 0       | 1               | 20e        |
| 2021   | W Series                         | Sirin Racing    | 8       | 0         | 0              | 0               | 0       | 1               | 19e        |